# Badia del Port de la Selva
La badia del Port de la Selva és la badia del municipi del Port de la Selva (Alt Empordà), situada al nord de la península del Cap de Creus. Abarca des de la Punta de la Creu a llevant, fins a la Punta de s'Arenella a ponent, on fou bastit un far al començament del segle xx. Constitueix un refugi natural malgrat les dificultats en temps de tramuntana, ja que és oberta al nord, però està relativament abrigada per les muntanyes circumdants. A la badia hi desaigüen les rieres i torrents de la Serra de Rodes, on hi ha el monestir de Sant Pere de Rodes. Dins la badia hi ha el port del Port de la Selva.